# Кабарги
Кабарги (лат. Moschus, от др.-греч. μόσχος, «мускус») — род парнокопытных млекопитающих из семейства кабарговых. Единственный современный род семейства.
Научное название рода Moschus происходит от древнегреческого «μόσχος» — мускус.
Относительно мелкие парнокопытные, длина тела 85—100 см, хвоста 4—6 см, высота в холке 55—67 см, высота в крестце 67—80 см. Масса 10—17 кг. Задние ноги длиннее передних, поэтому задняя часть кабарог значительно выше передней. Рогов нет. Верхние клыки очень длинные у самцов, достигают 7 см в длину, короткие у самок. Боковые пальцы хорошо развиты и имеют нормальный скелет фаланг. Имеют желчный пузырь.

## Классификация
Согласно современной систематике в роде кабарог 7 видов:
 Сибирская кабарга (Moschus moschiferus) — широко распространена в Сибири (вплоть до восточного Казахстана) и на Дальнем Востоке России, в Монголии, северо-восточном и северо-западном Китае, Корейском полуострове;
 Гималайская кабарга (Moschus leucogaster) — населяет Гималаи (Бутан, северная Индия, Непал, юго-западный Китай);
 Рыжебрюхая кабарга (Moschus chrysogaster), или китайская кабарга — распространена в центральном и юго-западном Китае (до Гималаев), южном Тибете, восточном Непале, Бутане, северо-восточной Индии;
 Кабарга Березовского (Moschus berezovskii), или вьетнамская кабарга, или малая кабарга — населяет Центральный и Южный Китай и крайний северо-восток Вьетнама;
 Moschus anhuiensis — эндемик западной части провинции Аньхой в Восточном Китае;
 Moschus cupreus — населяет Гималаи на крайнем севере Индии и в Пакистане (Кашмир); возможно еще сохранилась на северо-востоке Афганистана, где очень редка;
 Чёрная кабарга (Moschus fuscus) — юго-западный Китай, северная Бирма, северо-восточная Индия, Бутан, восточный Непал.

## Хозяйственное значение
Все виды кабарог — объекты браконьерского промысла. Добываются ради мускуса, выделяемого из мускусной железы. Мясо съедобно, но невкусно.
В восточной медицине секреция мускусной железы кабарги используется в двухстах видах лекарств. Утверждают, что она якобы лечит от малокровия, стимулирует сердечную мышцу и работает как противовоспалительное средство. По некоторым данным, один грамм этого вещества на «чёрном рынке» стоит 50 долларов, и не всегда его можно достать.